# Шарма-Адад II
Шарма-Адад II — царь Ассирии (1601—1598 год до н. э.). 
Сын царя Кидин-Нинуа. В Ассирийском царском списке он указан как 55-й царь, правивший 3 года. Ассирия в это время была небольшим государством, вероятно, в составе Вавилонии. Преемником Шарма-Адада II был Эришум III.